# Liste der Naturdenkmale in Hinzenburg
Die Liste der Naturdenkmale in Hinzenburg nennt die im Gemeindegebiet von Hinzenburg ausgewiesenen Naturdenkmale (Stand 3. Juni 2024).

## Naturdenkmale
| Nr.         | Bezeichnung    | Lage                                                    | Beschreibung                              | Bild                                    |
| ----------- | -------------- | ------------------------------------------------------- | ----------------------------------------- | --------------------------------------- |
| ND-7235-432 | Seiferingstein | östlich des Ortes; Abteilung Die Schöndorfer Spitz Lage | Quarzitfelsen; flächenhaftes Naturdenkmal | Direkt Bild zu diesem Denkmal hochladen |